# Battaglia di Amstetten
La battaglia di Amstetten fu uno scontro minore combattuto il 5 novembre 1805 nell'ambito della guerra della terza coalizione.
La battaglia fu combattuta dalle truppe del Primo Impero francese comandate dal maresciallo di Francia (e futuro Re di Napoli) Gioacchino Murat e le forze austro-russe del generale Pyotr Bagration e si concluse con la vittoria dei francesi.